# Chris Daniels
Chris Daniels (ur. 26 stycznia 1982 w Albany) – amerykański koszykarz występujący na pozycji silnego skrzydłowego.
Wcześniej grał w Stanach, w ligach NCAA oraz D-League, w Chinach, Luksemburgu, Holandii. Od 2006 występował w Polsce. W latach 2006–2008 był koszykarzem Kotwicy Kołobrzeg. W sezonie 2008/2009 reprezentował PGE Turów Zgorzelec. Z tym klubem wywalczył wicemistrzostwo Polski. Po sezonie przeniósł się do Czarnych Słupsk.
W sezonie 2009/10, podczas przegranego 61-65 spotkania z Polonią Warszawa, uzyskał trzeci wynik w historii PLK (odkąd wprowadzono oficjalne statystyki w sezonie 1998/99), notując 22 zbiórki.

## Osiągnięcia
NCAA
- Uczestnik:
  - II rundy turnieju NCAA (2002)¹
  - turnieju NCAA (2001, 2002¹)
- Koszykarz roku konferencji Southland (2007)[2]

Drużynowe
- Wicemistrz Polski (2009)

Indywidualne
- Powołany do występu w meczu gwiazd – Polska vs gwiazdy PLK (2009, 2010 – nie wystąpił z powodu urazu pleców[3])
- Lider PLK[4]:
  - w średniej zbiórek (2008)
  - sezonu regularnego w średniej przechwytów (2008)

¹ – NCAA anulowała wyniki zespołu z tamtego sezonu

## Statystyki podczas występów w PLK
| Sezon     | Drużyna              | M  | S5 | MPG  | FG% | 3P% | FT% | RPG | APG | SPG | BPG | PPG  |
| --------- | -------------------- | -- | -- | ---- | --- | --- | --- | --- | --- | --- | --- | ---- |
| 2006/2007 | Kotwica Kołobrzeg    | 36 | 29 | 26,8 | 58% | 30% | 62% | 8,8 | 1,6 | 1,9 | 0,8 | 11,5 |
| 2007/2008 | Kotwica Kołobrzeg    | 28 | 28 | 28,3 | 56% | 25% | 61% | 9,4 | 2,3 | 2,5 | 0,8 | 14,4 |
| 2008/2009 | PGE Turów Zgorzelec  | 40 | 39 | 20,7 | 60% | 33% | 50% | 6,5 | 1,2 | 1,9 | 0,7 | 9,7  |
| 2009/2010 | Energa Czarni Słupsk | 22 | 13 | 23,7 | 57% | 27% | 62% | 8,1 | 1,7 | 1,7 | 0,4 | 10,5 |